# Georges Claes (Boutersem)

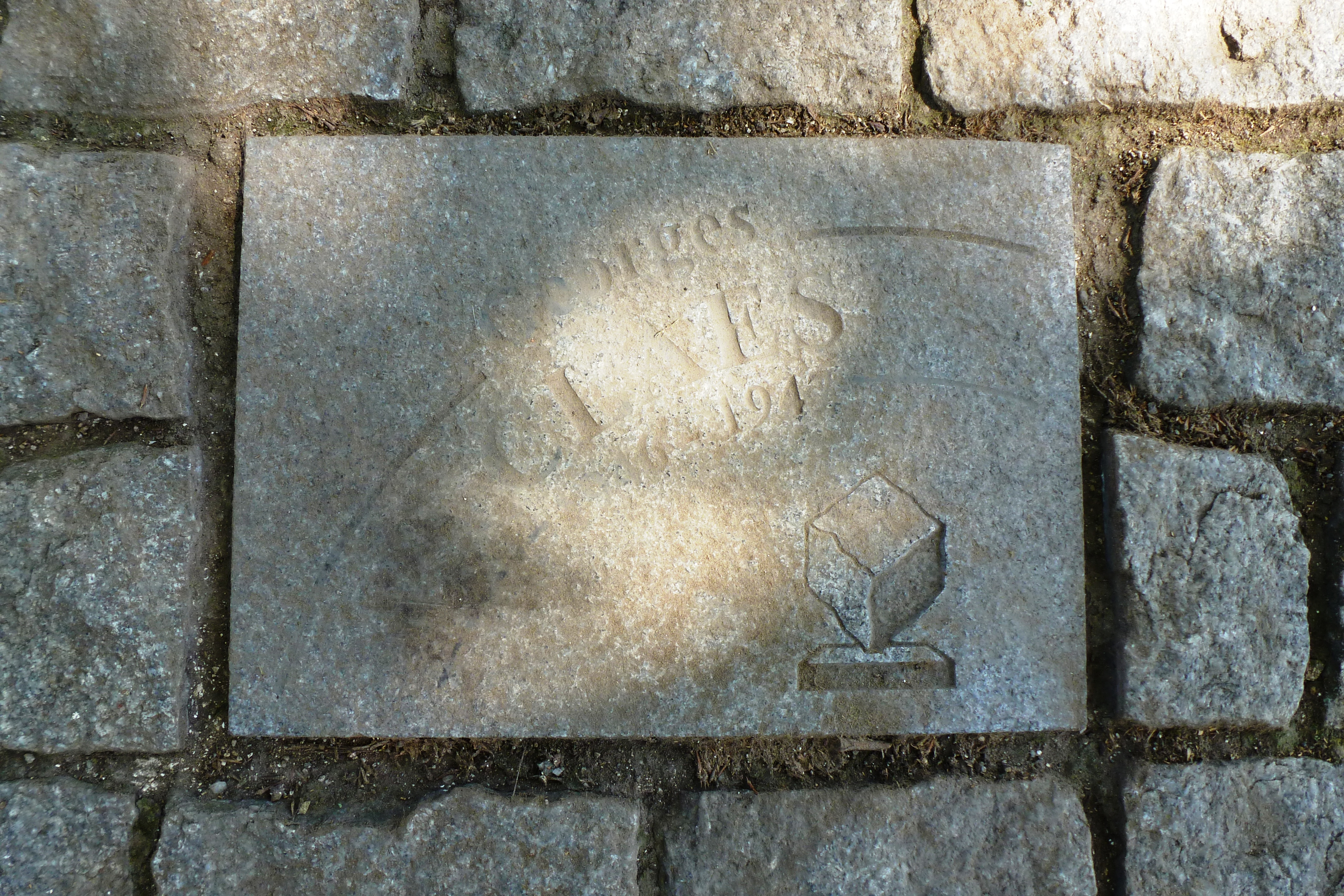
Tegel voor Claes in Roubaix

Georges Claes (Boutersem, 7 januari 1920 – Leuven, 14 maart 1994) was een Belgisch wielrenner. Claes was prof van 1939 tot 1953. Zijn grootste successen kende hij in de kasseiklassieker Parijs-Roubaix die hij tweemaal won, in 1946 en 1947. In totaal won hij een vijftigtal profkoersen.
Claes had na zijn loopbaan een café in Kerkom, dat Parijs-Roubaix heette. Ook zijn zoon Georges werd profwielrenner.
Op 26 januari 2023 kende de gemeenteraad van Boutersem hem als eerste de titel "ereburger" toe.

## Erelijst
1941
Zottegem - Dr. Tistaertprijs
3e etappe Ronde van België
Eindklassement Ronde van België
1942
Grote-1 Mei Prijs
1946
Parijs-Roubaix
1947
Parijs-Roubaix
Ronde van Limburg

## Resultaten in voornaamste wedstrijden
| Jaar | Milaan-San Remo | Gent-Wevelgem | Ronde van Vlaanderen | Parijs-Roubaix | Luik-Bast.‑Luik | Waalse Pijl | Omloop Het Volk | Waalse Pijl |
| ---- | --------------- | ------------- | -------------------- | -------------- | --------------- | ----------- | --------------- | ----------- |
| 1939 |                 | 14e           |                      |                |                 |             |                 |             |
| 1942 |                 |               | ↑                    |                |                 |             |                 |             |
| 1943 |                 |               |                      |                | 21e             | Zilver      |                 | Zilver      |
| 1944 |                 |               | 10e                  | 5e             |                 |             |                 |             |
| 1946 |                 |               | 8e                   | ↑              |                 |             |                 |             |
| 1947 |                 |               | 8e                   | ↑              |                 |             |                 |             |
| 1948 |                 |               | 11e                  | ↑              |                 |             | 6e              |             |
| 1949 | 24e             |               |                      | 12e            |                 |             |                 |             |
| 1950 |                 |               |                      | 9e             |                 |             | 12e             |             |